# Fring
fring は、Peer to Peer技術を利用したコミュニケーション・ソフトウェア。

## 概要
スマートフォンなどのモバイル端末向けのソフトウェアである。2010年9月現在、英語、インドネシア語、中国語、ロシア語、スペイン語、トルコ語、イタリア語、フランス語、ポルトガル語に対応しているが、日本語には対応していない。
3G、Wi-Fi、GPRS、EDGEのデータ通信環境に対応している。

## 機能
- チャット
- ソフトフォン (fringOut)[1]
- テレビ電話
- MSN Messenger、Google Talk、AIM、ICQ、Facebook、Twitter 対応

## 対応OS
- Android
- iOS (iPhone)
- J2ME （Nokia製品の一部）
- Linux （Nokia N810）
- Symbian OS - UIQ
- Windows Mobile